# Аруан (язык)
Аруан (Aroã, Aruán) — мёртвый индейский язык, который предположительно относится к паликурской подгруппе северноаравакской группы аравакской языковой семьи.
Раньше был распространён на бразильском острове Маражо, относящемся административно к штату Пара в Бразилии.
Александра Айхенвальд (1999) классифицирует аруан как близкородственный языку паликур.